# Ich sehe was, was du nicht siehst (2021)
Ich sehe was, was du nicht siehst ist ein deutscher Fernsehfilm der Frühling-Filmreihe von Dirk Pientka, der am 21. Februar 2021 erstmals im ZDF ausgestrahlt wurde.
Der Film erzählt die Geschichte der Dorfhelferin Katja Baumann, gespielt von Simone Thomalla, die Familien in Notsituationen zur Seite steht und gleichzeitig versucht Frühling in die Herzen der Menschen zu tragen. Es ist der 31. Film einer Reihe, in deren Mittelpunkt die Menschen des Ortes mit Namen Frühling stehen.

## Handlung

### Haupthandlung
Dorfhelferpraktikantin Lilly Engel hat ihre erste eigene Aufgabe bekommen. Sie soll auf einer Alm für zehn Tage auf dem Hof von Franz Gruckler aushelfen, solange er im Krankenhaus liegt. Doch schon am ersten Tag bekommt sie Todesangst, denn irgendjemand hat ihr Bett zerwühlt, das sie gerade frisch gemacht hatte. In Panik rennt sie aus dem Haus und will dort keinen Tag länger bleiben. So muss Katja Baumann sie ablösen. Vorher spricht sie mit Bauer Gruckler, der sogleich eine Erklärung für den „Spuk“ hat und seinen Nachbarn Louis Keita beschuldigt dahinterzustecken. Für ihn ist er ein „dahergelaufener Teufel“, vor dem jeder Angst haben müsse.
Aber Katja lässt sich nicht so leicht einschüchtern und will sich der Herausforderung stellen. Noch am selben Tag, schlägt der „Teufel“ erneut auf der Alm zu und legt einen Brand, den Katja aber schnell löschen kann. Aus Angst verbringt sie die Nacht in ihrem Auto und will am anderen Morgen mit Grucklers Nachbarn reden. Ein wenig schrickt sie schon zusammen, als sie Keita sieht, denn er ist ein Schwarzer. Sie kann sich aber schnell davon überzeugen, dass er keinesfalls ein „Teufel“ ist, sondern überaus nett. Da auch ihm daran gelegen ist die Angelegenheit zu klären, verabredet er sich am späten Abend mit Katja auf Grucklers Alm, um den Täter auf frischer Tat zu fassen, wenn er wieder zuschlagen sollte. Der Plan geht auf und der jugendliche Tunichtgut Florian geht ihnen ins „Netz“. Reumütig gesteht er, nur Gruckler einen Gefallen tun zu wollen, weil er ihn darum gebeten hätte. Er sollte seinen ungeliebten Nachbarn vertreiben. Katja knöpft sich den Bauern daraufhin vor und so bekommt Gruckler, abgesehen von einer Anzeige, nicht nur von der Dorfhelferin, sondern auch von Keita Besuch im Krankenhaus.

### Nebenhandlung
Katjas schwerkranker Vermieter Jan Steinmann schöpft ein klein wenig Hoffnung, denn es wurde ein passender Knochenmarkspender gefunden. Doch vorab muss er sich noch einmal einer Chemotherapie unterziehen. Diese wirkt sich jedoch so negativ auf seinen Körper aus, dass er bereits am zweiten Tag an Multiorganversagen verstirbt. Sein Sohn Adrian ist am Boden zerstört, weil er hoffte seinen Vater noch eine Weile bei sich zu haben. Jan hatte aber wohl eine Vorahnung und so hat er vor seinem Tod noch fünf Videobotschaften erstellt und sie Frau Dr. Schneiderhahn geschickt, damit sie die Videos entsprechend seiner Vorgabe weiterleitet. Die erste geht an Katja. Darin bittet er sie, sich in seinen restaurierten Oldtimer zu setzen und einfach loszufahren. Er will ihr zwei Dinge überlassen: den Wagen und seinen Sohn. Er bittet Katja, auf beide gut aufzupassen.

## Hintergrund
Die Episode wurde vom ZDF in Zusammenarbeit mit „Seven Dogs Filmproduktion“ und UFA Fiction produziert und im Rahmen der ZDF-„Herzkino“-Reihe und als 31. Folge der Frühling-Filmreihe ausgestrahlt. Die Dreharbeiten erfolgten vom 9. Oktober bis zum 27. November 2020. Einer der Hauptdrehorte ist auch das „Cafe Huber“ in Bayrischzell und die Kurklinik in Thiersee sowie der See selbst.

## Rezeption

### Kritik
Für prisma.de wertete Hans Czerny: „Simone Thomalla [bekommt] mehr als ausreichend Gelegenheit, sich als umsichtige Fürsorgerin im schönen Voralpenland zu erweisen. Auch, wenn hier das Schicksal im Zeitraffer spielt, der Schluss, auf den sich der rätselhafte Episodentitel bezieht, ist so rührend wie perfekt gemacht.“
Die Kritiker der Fernsehzeitschrift TV Spielfilm vergaben eine mittlere Wertung. (Daumen gerade).

### Einschaltquote
Bei der Erstausstrahlung am 21. Februar 2021 wurde Ich sehe was, was du nicht siehst in Deutschland von 6,24 Millionen Zuschauern gesehen, was einem Marktanteil von 17,4 Prozent entsprach.